# Miroslav Sláma
Miroslav Sláma (3. srpna 1917 Třebíč, Rakousko-Uhersko – 30. listopadu 2008 Thousand Oaks, Kalifornie, Spojené státy americké) byl český a československý hokejový obránce. Reprezentoval Československo na jedné zimní olympiádě a jednom mistrovství světa. Byl mistrem světa a Evropy.

## Kariéra
Jako mladík hrál hokej za DSK Třebíč. V roce 1936 začal studovat právnickou fakultu UK a současně hrát hokej za univerzitní tým, který v roce 1939 vyhrál mezinárodní šampionát univerzitních týmů. Během 2. světové války přestoupil do klubu I. ČLTK Praha. Po konci války přijel v květnu 1945 jako dobrovolník do koncentračního tábora Terezín, kde pomáhal lidem z Třebíče s jejich návratem (některé zdroje uvádí věznění Slámy v Terezíně, což není pravda).
Po válce dokončil studia na právech a získal titul doktora práv. V roce 1947 byl vybrán do reprezentačního týmu, který na MS 1947 získal historicky první československý titul mistrů světa v ledním hokeji. O rok později jel s týmem na Zimní olympijské hry 1948, kde jen díky horšímu skóre obsadil druhé místo za Kanadou. V té době byl díky své rychlosti, hbitosti a strategickému hraní hodnocen jako nejlepší československý obránce; oceňovány byly i jeho střelecké schopnosti. V prosinci 1948, deset měsíců po komunistickém převratu, se zúčastnil s týmem Spenglerova poháru ve Švýcarsku. Domů se již nevrátil, stejně jako další spoluhráč z týmu – Oldřich Zábrodský, Sláma zůstal ve Švýcarsku, kde se věnoval hokeji plných 5 let, jako hráč i trenér. Následně v roce 1953 se přestěhoval do USA, kde následně získal magisterský titul z knihovnictví na univerzitě v Denveru. V roce 1966 se stal hlavním správcem knihovny Moorpark Junior College, do důchodu odešel v roce 1980.
Po úmrtí ve Spojených státech byly jeho ostatky převezeny na Starý hřbitov v Třebíči, kde lze jeho hrob nalézt v zadní horní části hřbitova. V roce 2018 byl in memoriam uveden do Síně slávy třebíčského sportu v rámci ankety Sportovec města Třebíče.
V reprezentaci odehrál 26 zápasů, ve kterých vstřelil 9 gólů.

## Osobní život
Byl ženatý, s manželkou Betty měl tři dcery – Jane Slama Mackenzie, Judy de Paris a Ann Slama Caswell.